# Rue des Petits-Champs
La rue des Petits-Champs, précédemment « rue Neuve-des-Petits-Champs », antérieurement « rue Bautru » (1634), est une voie des 1er et 2e arrondissements de Paris.

## Situation et accès
Longue de 450 mètres, elle commence au 1, rue de la Banque et 1, rue La Vrillière et se termine au 26, avenue de l’Opéra
Le quartier est desservi par les lignes 7 et 14 à la station Pyramides.

## Origine du nom

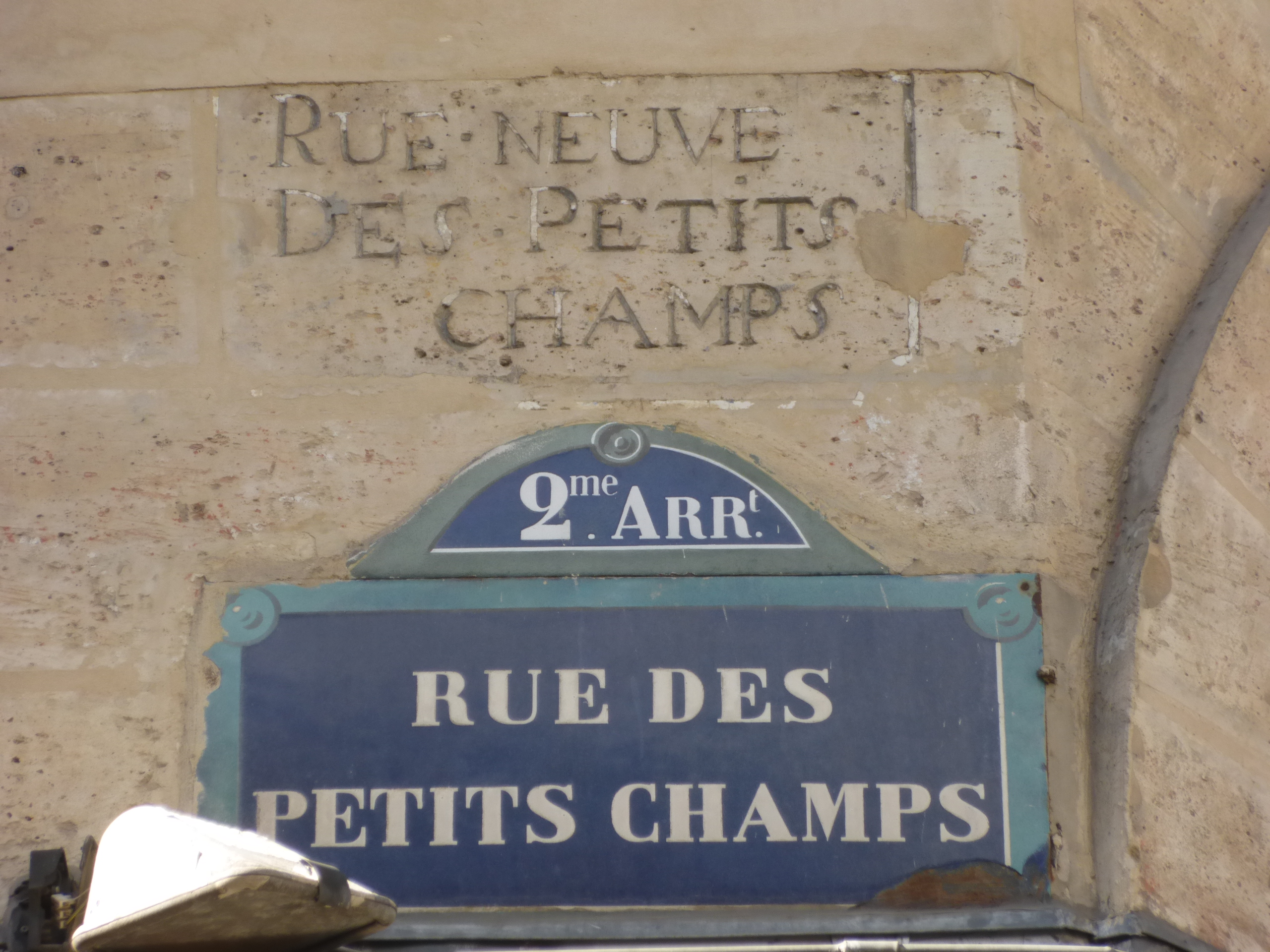
Au-dessus de la plaque, on lit l'ancienne inscription « rue Neuve des Petits-Champs ».

Elle porte ce nom car elle a été ouverte, au XVIIe siècle, sur l'emplacement d'anciens marécages asséchés et transformés en champs, d'où elle a pris le nom du lieu-dit de « Campelli » ou « Champeaux ».

## Historique
Elle est ouverte en 1634 lors de la construction du Palais-Cardinal, sous le nom de « rue Bautru », puis de « rue Neuve-des-Petits-Champs », par évocation de la voisine rue Croix-des-Petits-Champs.
Elle est citée sous le nom de « rue des Petitz champs » dans un manuscrit de 1636.
Benoît Binet, le perruquier du roi Louis XIV y demeurait. L'expression « avoir une drôle de binette » est traditionnellement reliée à l'extravagance des perruques que Binet créa pour le Roi-Soleil mais son origine est incertaine.
Le 18 décembre 1944, la voie comprise entre l'avenue de l'Opéra et la place Vendôme prend le nom de « rue Danielle-Casanova ».

## Bâtiments remarquables et lieux de mémoire
- Nos 4 et 6 : au rez-de-chaussée de ces deux immeubles se trouvait la maison d'édition musicale Heugel, entre la Restauration et 1975, non loin de l'Opéra qui se trouvait alors à l'emplacement du square Louvois[2].
- No 5 : immeuble datant du XVIIe siècle et donnant sur le passage des Deux-Pavillons qui fut ouvert en 1853.
- No 8 : hôtel Tubeuf, abritant le département des Estampes et de la Photographie et celui des Cartes et Plans de la Bibliothèque nationale de France.
- No 14 : domicile de Benjamin Guérard, directeur de l'École des chartes, qui y décède en 1854.
- No 22 : immeuble d'angle avec la rue Chabanais, abritait l'entreprise de passementerie Boudet & Roux.
- No 23 : à l’angle avec la rue de Richelieu, subsiste la marque de censive du fief de Popin (FP).

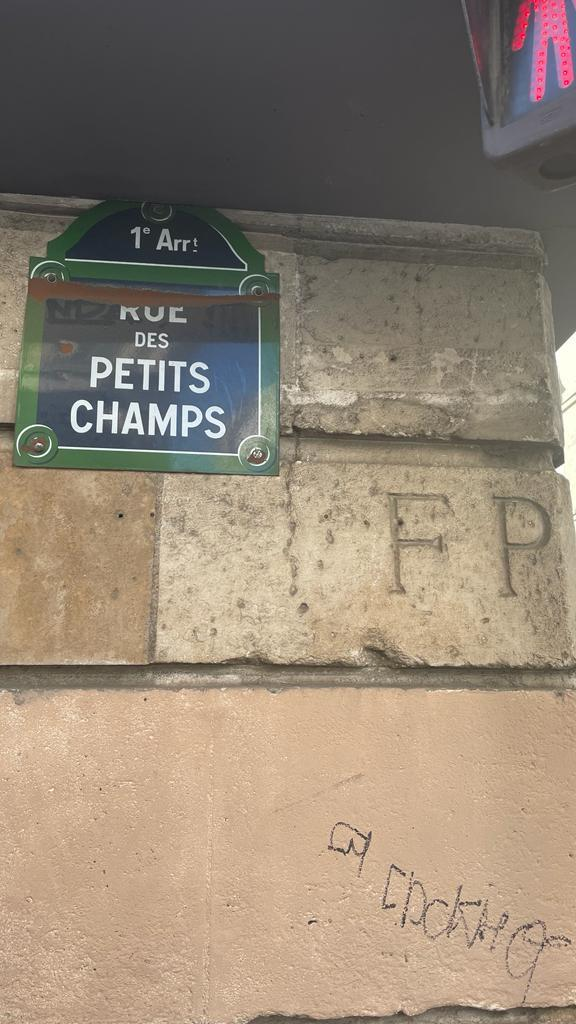
Marque de la censive du fief de Popin.

- No 24 : maison natale de Viollet-le-Duc[3].
- No 39 : immeuble de l'époque révolutionnaire, inscrit aux monuments historiques, qui fut achevé par le père de Camille Corot en 1809[4].
- No 44 : c'est ici que fut construit en 1661, pour Hugues de Lionne, ministre des Affaires étrangères de Louis XIV, l'hôtel de Lionne, dit aussi « hôtel de Lionne-Pontchartrain » et « hôtel de Pontchartrain », par l'architecte Louis Le Vau et l'entrepreneur Michel Villedo[5]. En 1748, il devint l'hôtel des Ambassadeurs extraordinaires prenant la suite de l'hôtel du maréchal d'Ancre. Au XVIIe siècle, il occupait, avec ses dépendances et ses jardins, presque tout l’espace entre la rue Gaillon et  la rue Sainte-Anne, et entre la rue des Petits-Champs et l’enceinte de Louis XIII[6]. L’hôtel a été détruit en 1827 pour réaliser le passage Choiseul et élargir la rue de Ventadour.
- No 45 : à l'angle avec la rue Sainte-Anne se trouve l'hôtel Lully, construit par l'architecte Daniel Gittard pour le compositeur Jean-Baptiste Lully, en 1670. Le musicien y vécut jusqu'en 1683. Le bâtiment est orné d'instruments de musique sur la rue Sainte-Anne et de mascarons sur la rue des Petits-Champs.
- Nos 46-50 : hôtel Langlée, construit par Gérard Huguet pour Claude Langlée. Il fut vendu en 1708 par la nièce de ce dernier à Claude Le Bas de Montargis. Law en fit l'acquisition en 1718 et l'échangea en 1720 contre l'hôtel Tubeuf situé au no 8 de la rue, qui appartenait au duc de Mazarin. En 1738, il est loué à René Herault, puis au comte de Coigny en 1741. En 1758, le financier Pâris de Montmartel le lègue en 1766 à son fils le marquis de Brunoy. Le duc d'Orléans en fit l'acquisition en 1782 pour sa fille, la duchesse de Bourbon, mais le lui reprit pour le vendre à Simon Le Normant qui le céda à l'État.
- No 52 : le sieur Chéron y avait son atelier à l'enseigne Tabletier du Roi. Il exposa en 1819 des objets faits au tour, d'une grande délicatesse et d'un travail parfait, tous les articles de tabletterie, boîtes d'écailles garnies en or, damiers, trictracs, boîtes à quadrilles, jeux d'échecs, dés à jouer et à coudre[7].
- No 57 : Jean-Jacques Rousseau y habita alors qu'il venait d'entamer une liaison avec une jeune ouvrière nommée Thérèse Levasseur. Ils y ont logé de décembre 1746 à l’automne 1747, sans doute dans une mansarde sous les toits[8].
- No 61 : immeuble dont le balcon en fer forgé et ses supports sont inscrits comme monuments historiques[9]. Siège de la Fédération française de rugby de 1922 jusqu'à la Seconde Guerre mondiale[10].
- No 69 : de la rue Neuve-des-Petits-Champs se trouvait, en 1836, la Maison Drouet, marchand papetier. On y vendait aussi des livres[réf. nécessaire].
- No 77 : au n°77 rue Neuve-des-Petis-Champs, se trouvait de 1839 à 1874, l'étude notariale de Jean-Baptiste Arsène Julien HATIN-Étude XIX.
- No 83 : fabrique de chapeaux d'Émile Liez qui était un collectionneur averti. Son nom est resté intimement lié à l'iconographie et à l'histoire de la mode.
- En 2020, lors de travaux menés rue de Valois sous le bâtiment de la Banque de France, des vestiges de l'enceinte de Charles V sont exhumés. Une exposition extérieure temporaire est alors organisée par l'INRAP, à l'intersection de la rue des Petits-Champs et de la rue Radziwill[11].

## Dans la littérature
C'est dans la rue des Petits-Champs que Léo Malet a placé l'agence Fiat Lux du détective Nestor Burma.

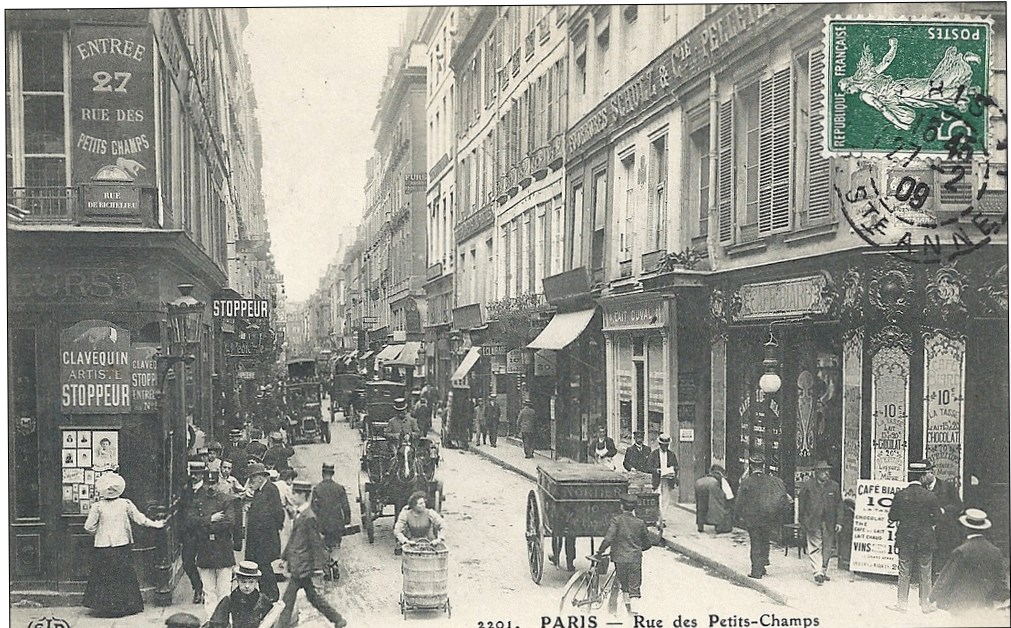
L'axe de la rue des Petits-Champs depuis le carrefour avec la rue de Richelieu, en 1909.
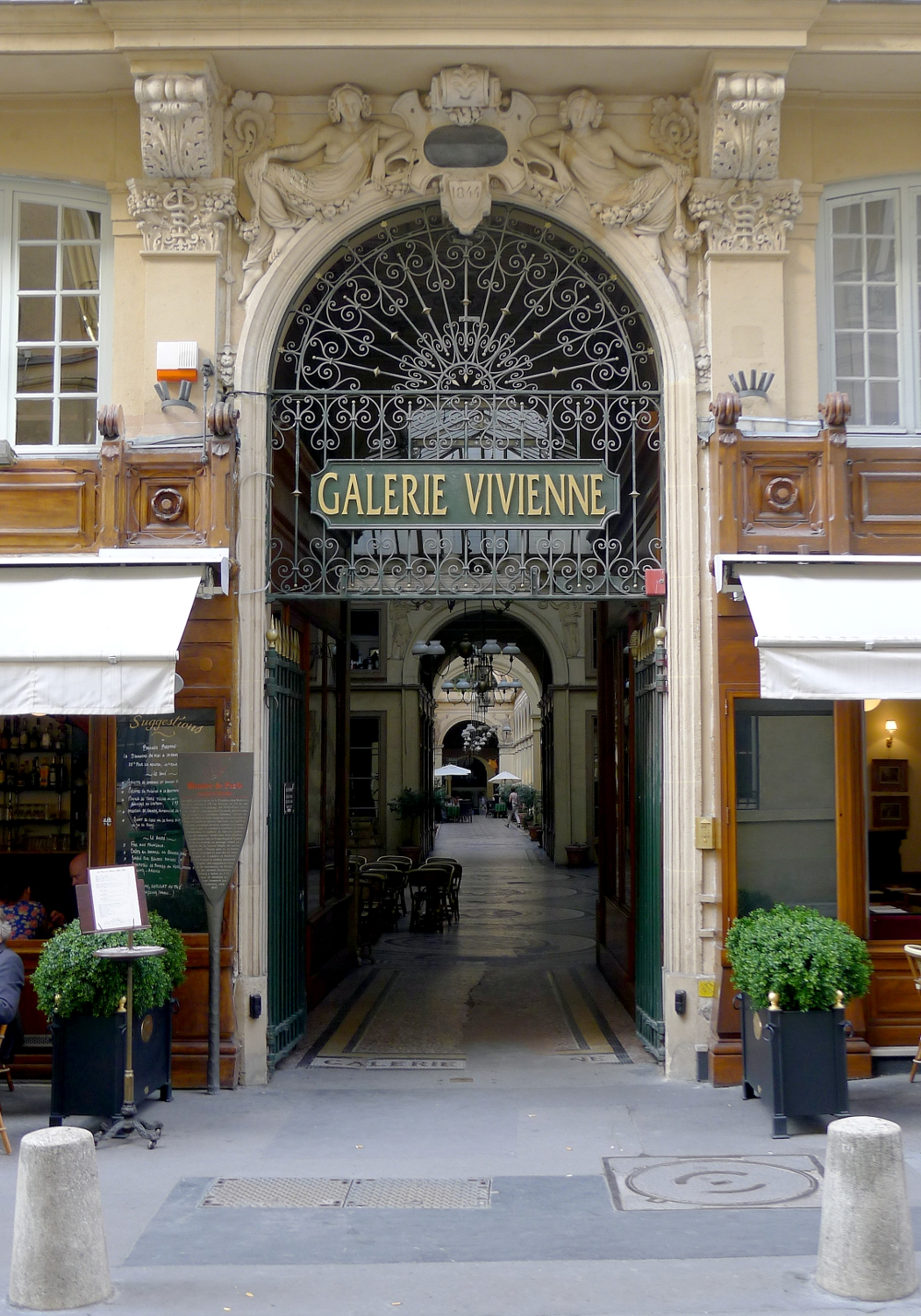
L'entrée de la galerie Vivienne, côté rue des Petits-Champs.
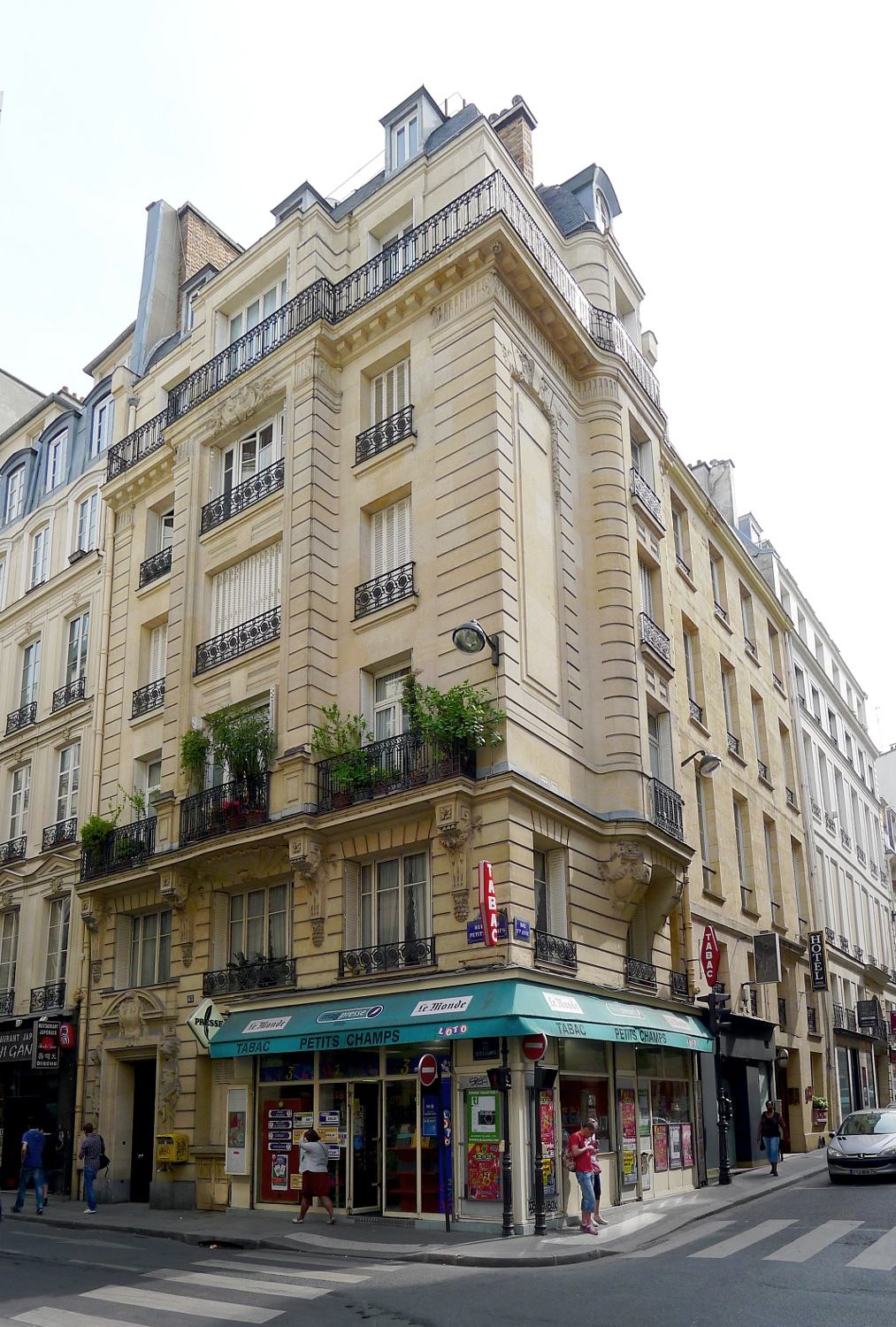
Le carrefour des rues des Petits-Champs et Sainte-Anne.
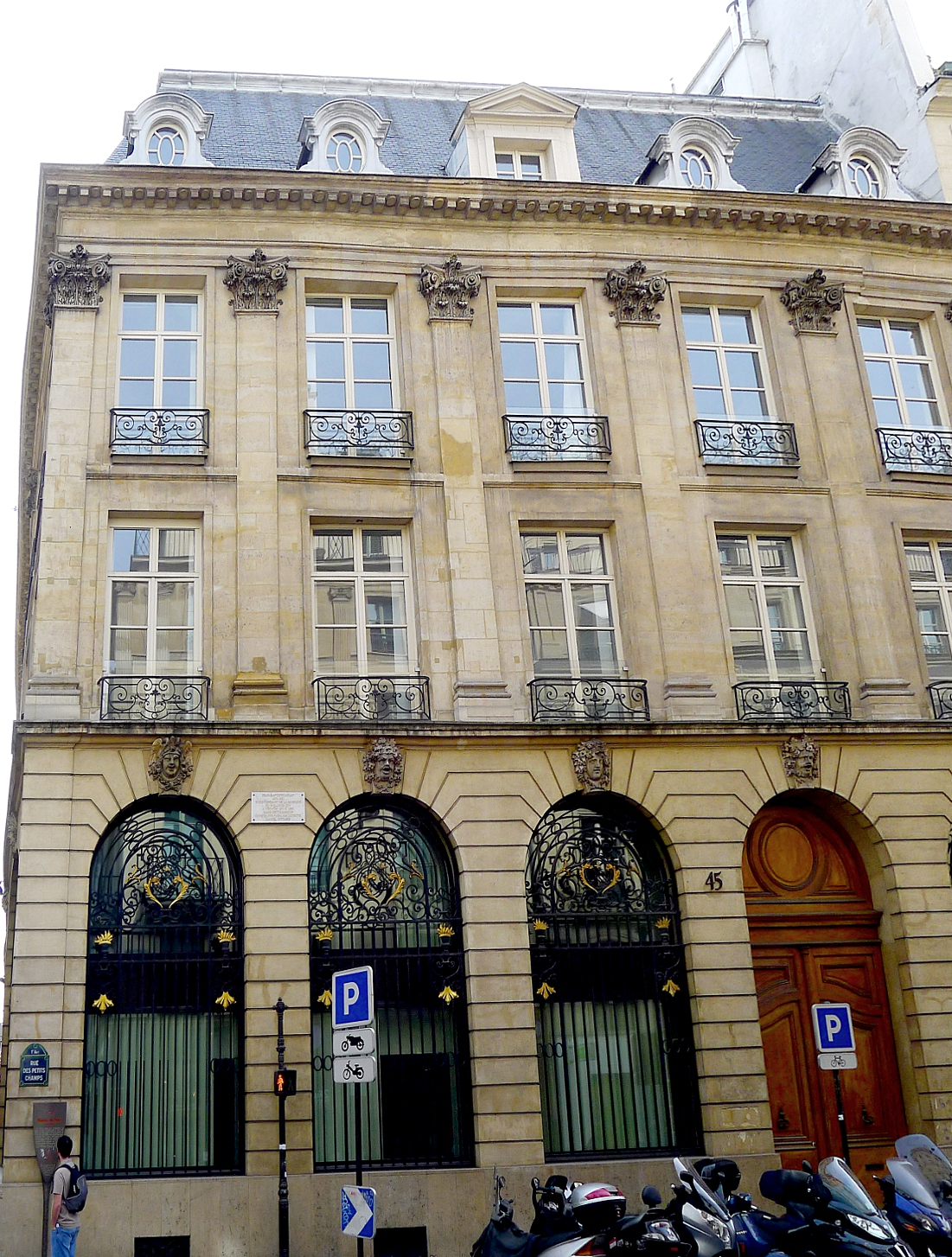
No 45, l'hôtel Lully.

## Pour approfondir